# Kennedy Approach
Kennedy Approach is een computerspel dat werd ontwikkeld door MicroProse Software en uitgegeven door U.S. Gold. Het spel kwam in 1985 uit voor de Atari (8 bit) en de Commodore 64. Later volgde ook ports voor de Atari ST en de Commodore Amiga (1989). Het spel is een verkeerstorensimulatie. Het perspectief van het spel is van bovenaf. Bij het spel moet de speler vliegtuigen van verschillende luchthavens de Verenigde Staten binnenloodsen.

## Platforms
| jaar | platform                  |
| ---- | ------------------------- |
| 1985 | Atari 8-bit, Commodore 64 |
| 1988 | Atari ST                  |
| 1989 | Amiga                     |

## Ontvangst
| Beoordeeld door                      | Platform     | Datum         | Score |
| ------------------------------------ | ------------ | ------------- | ----- |
| Commodore User                       | Commodore 64 | augustus 1985 | 80%   |
| Joker Verlag präsentiert: Sonderheft | Commodore 64 | 1990          | 72%   |
| Joker Verlag präsentiert: Sonderheft | Atari ST     | 1990          | 70%   |
| Joker Verlag präsentiert: Sonderheft | Amiga        | 1990          | 70%   |